# میتشین
میتشین (به چکی: Měčín) یک منطقهٔ مسکونی در جمهوری چک است که در ناحیه کلاتووی واقع شده‌است. میتشین ۱٬۱۴۴ نفر جمعیت دارد.